# Boektbrug
De Boektbrug is een betonnen kokerbrug over de Grote Nete in Kessel, een deelgemeente van Nijlen. De brug werd gebouwd in 1957 en bestaat uit één overspanning met een lengte van 13 m. De Boektbrug ligt in de baan tussen Kessel en Berlaar.